# Xénia Krizsán
Xénia Krizsán (ur. 13 stycznia 1993 w Budapeszcie) – węgierska lekkoatletka specjalizująca się w wielobojach lekkoatletycznych, olimpijka (2016, 2021, 2024).
Tuż za podium – na czwartym miejscu – ukończyła rywalizację podczas mistrzostw świata juniorów młodszych (2009). Siódma zawodniczka mistrzostw świata juniorów z 2010 i mistrzostw Europy juniorów z 2011. Wicemistrzyni świata juniorek z Barcelony (2012). W 2014 zajęła 9. miejsce na mistrzostwach Europy w Zurychu, a rok później zajęła tę samą pozycję podczas mistrzostw świata. Młodzieżowa mistrzyni Europy z Tallinna (2015). Rok później była czwarta na europejskim czempionacie w Amsterdamie oraz zajęła 16. miejsce podczas igrzysk olimpijskich w Rio de Janeiro. W 2017 roku była czwarta na halowych mistrzostwach Europy w Belgradzie oraz pod koniec pierwszej dziesiątki podczas światowego czempionatu w Londynie.
Medalistka mistrzostw Węgier (także w skoku w dal oraz w biegach na 100 i 60 metrów przez płotki), reprezentantka kraju w zawodach pucharu Europy w wielobojach.
Rekordy życiowe: pięciobój (hala) – 4644 pkt. (5 marca 2021, Toruń); siedmiobój (stadion) – 6651 pkt. (30 maja 2021, Götzis) rekord Węgier.

## Osiągnięcia
| Rok  | Impreza                               | Miejsce        | Konkurencja | Lokata      | Wynik     |
| ---- | ------------------------------------- | -------------- | ----------- | ----------- | --------- |
| 2009 | Mistrzostwa świata juniorów młodszych | Bressanone     | siedmiobój  | 4. miejsce  | 5353 pkt. |
| 2010 | I liga pucharu Europy w wielobojach   | Hengelo        | siedmiobój  | 9. miejsce  | 5538 pkt. |
| 2010 | Mistrzostwa świata juniorów           | Moncton        | siedmiobój  | 7. miejsce  | 5594 pkt. |
| 2011 | I liga pucharu Europy w wielobojach   | Bressanone     | siedmiobój  | 4. miejsce  | 5794 pkt. |
| 2011 | Mistrzostwa Europy juniorów           | Tallinn        | siedmiobój  | 7. miejsce  | 5718 pkt. |
| 2012 | Mistrzostwa świata juniorów           | Barcelona      | siedmiobój  | 2. miejsce  | 5957 pkt. |
| 2013 | Młodzieżowe mistrzostwa Europy        | Tampere        | siedmiobój  | 7. miejsce  | 5770 pkt. |
| 2014 | Mistrzostwa Europy                    | Zurych         | siedmiobój  | 9. miejsce  | 6156 pkt. |
| 2015 | Młodzieżowe mistrzostwa Europy        | Tallinn        | siedmiobój  | 1. miejsce  | 6303 pkt. |
| 2015 | Mistrzostwa świata                    | Pekin          | siedmiobój  | 9. miejsce  | 6322 pkt. |
| 2016 | Mistrzostwa Europy                    | Amsterdam      | siedmiobój  | 4. miejsce  | 6266 pkt. |
| 2016 | Igrzyska olimpijskie                  | Rio de Janeiro | siedmiobój  | 16. miejsce | 6257 pkt. |
| 2017 | Halowe mistrzostwa Europy             | Belgrad        | pięciobój   | 4. miejsce  | 4631 pkt. |
| 2017 | Mistrzostwa świata                    | Londyn         | siedmiobój  | 9. miejsce  | 6356 pkt. |
| 2018 | Halowe mistrzostwa świata             | Birmingham     | pięciobój   | 6. miejsce  | 4559 pkt. |
| 2018 | Mistrzostwa Europy                    | Berlin         | siedmiobój  | 7. miejsce  | 6367 pkt. |
| 2019 | Halowe mistrzostwa Europy             | Glasgow        | pięciobój   | 7. miejsce  | 4608 pkt. |
| 2021 | Halowe mistrzostwa Europy             | Toruń          | pięciobój   | 3. miejsce  | 4644 pkt. |
| 2021 | Igrzyska olimpijskie                  | Tokio          | siedmiobój  | 13. miejsce | 6295 pkt. |
| 2022 | Mistrzostwa świata                    | Eugene         | siedmiobój  | –           | DNF       |
| 2022 | Mistrzostwa Europy                    | Monachium      | siedmiobój  | 5. miejsce  | 6372 pkt. |
| 2023 | Halowe mistrzostwa Europy             | Stambuł        | pięciobój   | 5. miejsce  | 4493 pkt. |
| 2023 | Mistrzostwa świata                    | Budapeszt      | siedmiobój  | 4. miejsce  | 6479 pkt. |
| 2024 | Mistrzostwa Europy                    | Rzym           | siedmiobój  | 8. miejsce  | 6218 pkt. |
| 2024 | Igrzyska olimpijskie                  | Paryż          | siedmiobój  | 7. miejsce  | 6386 pkt. |
| 2025 | Halowe mistrzostwa świata             | Nankin         | pięciobój   | 8. miejsce  | 4414 pkt. |